# フーゴー・フォン・モール

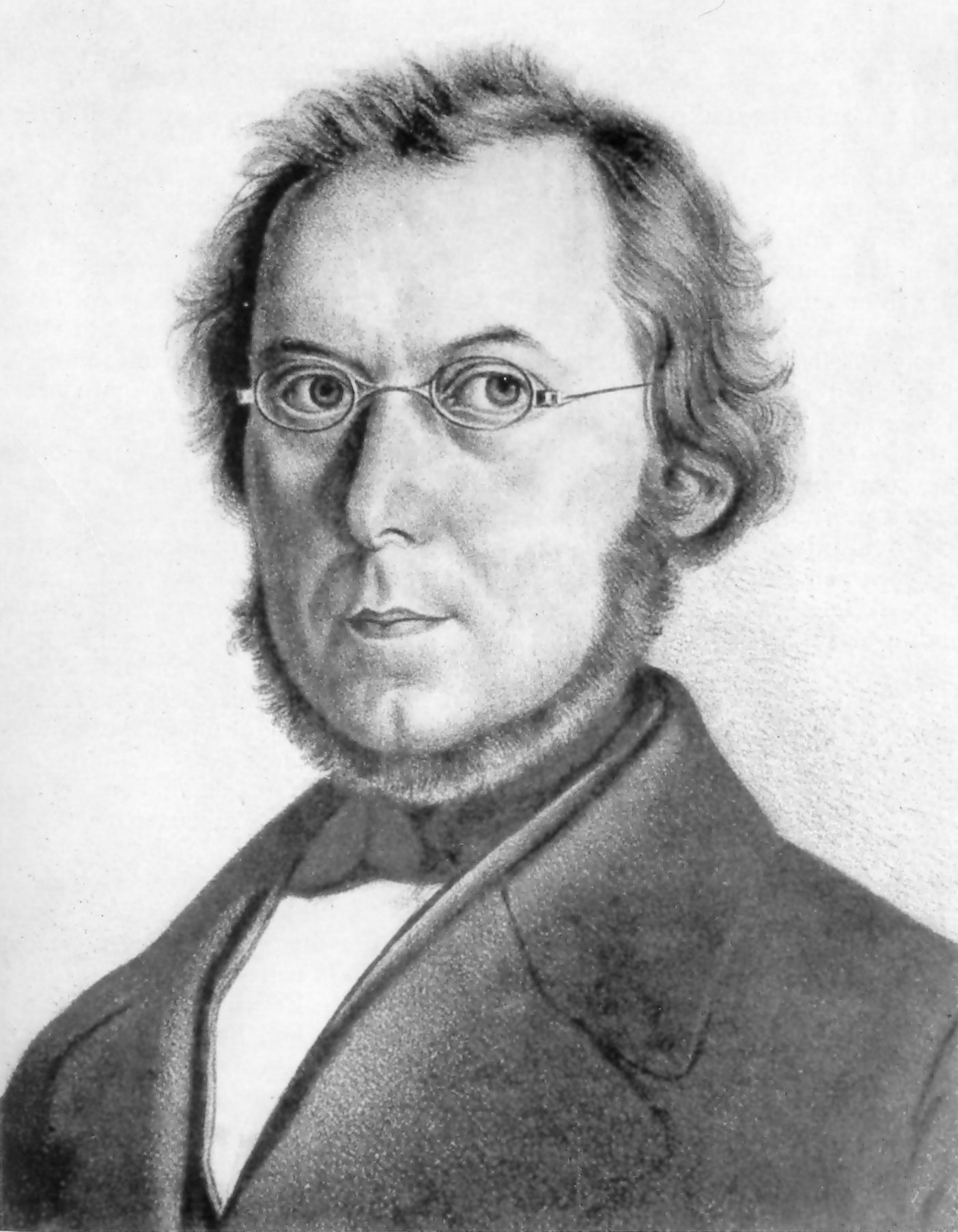
Hugo von Mohl

フーゴ・フォン・モール（Hugo von Mohl、1805年4月8日 - 1872年4月1日）は、ドイツの植物学者である。

## 生涯
ヴュルテンベルクの政治家ベンジャミン・フェルディナント・フォン・モール（1766年－1845年）の息子に生まれた。ヴュルテンベルク州の上級役人の家系である。 高校時代は余暇に植物学や鉱物学を楽しみ、1823年にテュービンゲン大学に入学した。医学部を卒業後、彼はミュンヘン大学に進み、有名な植物学者サークルに出会い、カール・フリードリヒ・フィリップ・フォン・マルティウスの助手となり、植物学者としての道を進むことになった。1835年にベルン大学の生理学の教授となり、その年、テュービンゲン大学の植物学の教授になり、終生、その職にあった。結婚せずに、研究室と図書館にいることを好み、顕微鏡を使うことを好み、生物学試料の顕微鏡観察に優れた技術を示した。モールの業績で最も知られているのは、細胞の組織に「原形質」という用語を作ったことであり、細胞説の発展に貢献した
1868年に王立協会の外国人会員に選出された。

## 家族
兄に政治学者のロベルト・フォン・モール、東洋学者のユリウス・モール、経済学者のモーリッツ・モールがいる。明治政府のお雇い外国人・オットマール・フォン・モールは甥。

## 著作
- Über den Bau und das Winden der Ranken und Schlingpflanzen (1827)
- Über den Bau und die Formen der Pollenkörner (1834)
- Mikrographie oder Anleitung zur Kenntnis und zum Gebrauch des Mikroskops (1846)
- Grundzüge der Anatomie und Physiologie der vegetabilischen Zelle (1851)
- "Vermischten Schriften botanischen Inhalts" (1845)

1843年からディーデリヒ・フォン・シュレヒテンダールと Botanische Zeitung の発行を行った。